# Zanetto
Zanetto és una òpera en un acte composta per Pietro Mascagni sobre un llibret italià de Giovanni Targioni-Tozzetti i Guido Menasci, basat en la comèdia en vers Le passant de François Coppée. S'estrenà al Liceo musicale Rossini de Pesaro el 2 de març de 1896.
Sovint ha estat posada en escena -o gravada en disc- juntament amb una altra òpera en un acte de Mascagni, Cavalleria rusticana. Amb un repartiment de només dos cantants, Zanetto va ser al principi descrita pel seu compositor com una scena lirica ("escena lírica") més que una òpera. S'ambienta en el camp prop de Florència durant el Renaixement i narra la història d'una trobada entre la bella cortesana, Silvia, i el trobador vagabund, Zanetto.